# Органи місцевого самоврядування
Органи місцевого самоврядування — виборні та інші органи територіальних громад, наділені повноваженнями вирішувати питання місцевого значення.
Термін за В. В. Кравченком — це «орган, який утворюється територіальною громадою (територіальними громадами району, області) у встановленому законом порядку для виконання завдань та функцій місцевого самоврядування, наділений відповідно до закону владними повноваженнями, які реалізуються у визначених законом правових та організаційних формах. До них належать сільські, селищні, міські ради та їх виконавчі органи; районні та обласні ради, що представляють спільні інтереси територіальних громад сіл, селищ та міст; районні у містах ради та їх виконавчі органи».
О. В. Батанов та В. В. Кравченко разом із П. Д. Біленчуком, М. В. Підмогильним вважають, що «органи місцевого самоврядування не належать до механізму державної влади, а місцеве самоврядування займає окреме місце в політичній системі (у механізмі управління суспільством та державою) і його необхідно розглядати як окрему форму реалізації народом належної йому влади».
Інше визначення органу місцевого самоврядування подається В. В. Кравченком у співавторстві з М. В. Пітциком, які визначають «орган місцевого самоврядування як організаційно самостійний елемент системи місцевого самоврядування, що утримується за рахунок коштів бюджетів місцевого самоврядування районних, обласних бюджетів і являє собою колектив громадян України, депутатів місцевої ради або службовців органів місцевого самоврядування, заснований у встановленому законом порядку для виконання завдань та функцій місцевого самоврядування, наділений з цією метою відповідними владними повноваженнями, які реалізуються у визначених законом правових та організаційних формах в інтересах відповідної територіальної громади (територіальних громад)».

## Функції органів місцевого самоврядування
1. За сферами діяльності:
  - Залучення населення до участі у вирішенні питань місцевого та загальнодержавного значення.
  - Управління комунальною власністю.
  - Соціально-економічний та культурний розвиток території.
  - Надання соціальних послуг населенню.
  - Забезпечення законності, громадської безпеки, правопорядку, охорона прав і свобод громадян.
  - Соціальний захист населення та працевлаштування громадян.
  - Зовнішньоекономічна діяльність.
  - Природоохоронна діяльність.
  - Регулювання земельних відносин.
  - Облікова діяльність.
  - Дозвільно-реєстраційна діяльність.
  - Інформаційна діяльність.
2. За формами діяльності:
  - Нормотворча функція.
  - Установча функція.
  - Контрольна функція.